# Paul Aebischer
Paul Aebischer (Posieux (avui Hauterive, cantó de Friburg, Suïssa), 8 de desembre de 1897 – Florència, 9 de març de 1977) fou un romanista i medievalista suís, originari de la Suïssa romanda.

## Biografia
Aebischer va estudiar Filologia Romànica a Friburg i Zuric. Va obtenir el títol de doctor el 1921 a Friburg amb la tesi Sur l'origine et la formation des noms de famille dans le canton de Fribourg (publicada a Ginebra el 1923) i va fer estades a Florència (on fou lector de francès de 1924 a 1925 i on conegué la seva dona), Paris, Bonn i Barcelona. Va ser professor a la Universitat de Friburg, i, a partir del 1945, a la de Lausana fins a la seva jubilació.

Aebischer va treballar diversos aspectes de la filologia romànica. Del lèxic, tant de textos del llatí medieval com romànics, a l'onomàstica (toponímia i antroponímia) i això per a diverses llengües romàniques, entre les quals va dedicar un particular interès al català i a l'italià. També estudià la literatura medieval, particularment l'èpica, i s'interessà per les versions de cançons de gesta conservades en la literatura nòrdica medieval.

A partir del 1943 va ser membre corresponent de la Sächsischen Akademie der Wissenschaften; d'ençà de 1946 va ser membre corresponent de l'Institut d'Estudis Catalans; de 1951 ençà ho fou de la Reial Acadèmia de Bones Lletres de Barcelona, i també de l'Accademia della Crusca (Florència). A partir del 1955 va ser membre corresponent de la Deutschen Akademie der Wissenschaften de Berlin.

## Obra
- Etudes de toponymie catalane, Barcelona 1928, (reedició i traducció: Estudis de toponímia catalana, Barcelona 2006).[1]
- Essai sur l'onomastique catalane du IXe au XIIe siècle, Barcelona 1928
- (Editor.) L'Herbier de Moudon. Un recueil de recettes médicales de la fin du 14e siècle, Aarau 1938
- Estudios de toponimia y lexicografía románica, Barcelona 1948
- (Editor.) Chrestomathie franco-provençale. Recueil de textes franco-provençaux antérieurs à 1630, Berna 1950
- Rolandiana borealia. La Saga af Runzivals Bardaga et ses dérivés scandinaves comparés à la chansons de Roland. Essai de restauration du manuscrit français utilisé par le traducteur norrois, Lausana 1954
- Textes norrois et littérature française du moyen âge, 2 volums, Ginebra 1954-1972
- Les versions norroises du "Voyage de Charlemagne en Orient" et leurs sources, Paris 1956
- Etudes sur Otinel. De la chanson de geste à la saga norroise et aux origines de la légende, Berna 1960
- Le mystère d'Adam. Ordo representacionis Ade, Ginebra 1963
- Le voyage de Charlemagne à Jérusalem et à Constantinople, Ginebra 1965
- Rolandia et Oliveriana. Recueil d'études sur les chansons de geste, Ginebra 1967
- Linguistique romane et histoire religieuse. Recherches sur quelques cultes préchrétiens et quelques termes du lexique ecclésiastique à la lumière de la toponymie et du vocabulaire des textes médiévaux latins, Barcelona 1968
- Préhistoire et protohistoire du Roland d'Oxford, Berna 1972
- Neuf études sur le théâtre médiéval, Ginebra 1972
- Girard d'Amiens, Le roman du cheval de Fust, ou de Meliacin, Ginebra 1974
- Des Annales carolingiennes à Doon de Mayence. Nouveau recueil d'études sur l'épique française médiévale, Ginebra 1975
- Les noms de lieux du canton de Fribourg (partie française), Friburg 1976
- Etudes de stratigraphie linguistique, Berna 1978

A més de nombrosos articles en revistes.